# Leanny Castañeda Simón
Leanny Castañeda Simón (ur. 18 października 1986) – kubańska siatkarka, grająca na pozycji atakującej. Od sezonu 2020/2021 występuje we włoskiej drużynie Cuore Di Mamma Cutrofiano.

## Życie prywatne
W 2015 roku Leanny Castañeda Simón w połowie listopada zaszła w ciążę. Jej bratem jest Roberlandy Simón Aties.

## Sukcesy klubowe
Puchar Czech:
- 2015

Mistrzostwo Czech:
- 2015